# Plac Bernardyński w Poznaniu
Plac Bernardyński - plac w śródmieściu Poznania, zlokalizowany w centralnej części Garbar (dawniej były to Piaski), stanowiący popularny targ warzywno-owocowy, a także (od 2011 roku) żywności ekologicznej. Przeniesiono go w 1945 roku ze Starego Rynku. Do 1939 roku sprzedawano tu słomę i siano dla koni, co zakończyło się wraz z rozwojem miejskiej motoryzacji.
Plac zaczął się kształtować już w XV wieku, wraz z lokacją zespołu klasztornego Bernardynów (obecnie Franciszkanów). Południowa pierzeja wykształciła się na przełomie XVI i XVII wieku, kiedy to zrealizowano zespół klasztorny bernardynek. Całość uregulowano w latach 1804–1805, według projektu Ferdynanda Triesta, wraz z regulacją części śródmieścia. Następnie (do 1823 roku) uregulowano ulicę Garbary (dotąd kręta droga) i wytyczono ul. Długą z perspektywicznym widokiem na kościół Bernardynów. Proces porządkowania urbanistycznego zakończono budową Liceum Marii Magdaleny i zespołu mieszkaniowego projektu Ludwika Frankiewicza (1900-1902). W latach 1938–1939 przebito natomiast arterię średnicową, łączącą centrum z Garbarami (projektant - Marian Spychalski).
W 1891 roku na placu odbył się pierwszy w Poznaniu pochód pierwszomajowy zorganizowany przez socjalistów. Uczestniczyło w nim około 120 osób. Tutaj zbudowano także pierwszą w mieście salę gimnastyczną. W kamienicy narożnej (ul. Zielona 5) w latach 1896–1897 zamieszkiwał Marcin Kasprzak.

## Komunikacja
Północną stroną placu przebiega dwutorowa trasa tramwajowa. Dojazd do placu możliwy jest także poprzez linie autobusowe. Linie zatrzymują się na przystanku Plac Bernardyński. Według stanu na 2 lutego 2024 r. są to następujące połączenia:

### Linie tramwajowe
- dzienne
  -  3 Błażeja ↔ Unii Lubelskiej
  -  5 Górczyn PKM ↔ Zawady
  -  13 Junikowo ↔ Starołęka PKM
  -  16 Osiedle Sobieskiego ↔ Franowo
- nocne
  -  201 Osiedle Sobieskiego ↔ Unii Lubelskiej
  -  202 Osiedle Sobieskiego ↔ Franowo

### Linie autobusowe
- dzienne[2][a]
  -  174 Osiedle Sobieskiego → Unii Lubelskiej
  -  176 Garbary PKM → os. Dębina
  -  190 Osiedle Sobieskiego → Rondo Rataje
- podmiejskie[2][a]
  -  603 Garbary PKM → Łęczyca/Dworcowa
- nocne[3][a]
  -  211 Garbary PKM → Starołęka PKM
  -  220 Garbary PKM → Szczepankowo/Krzesiny
  -  221 Garbary PKM → Sypniewo